# GPWS

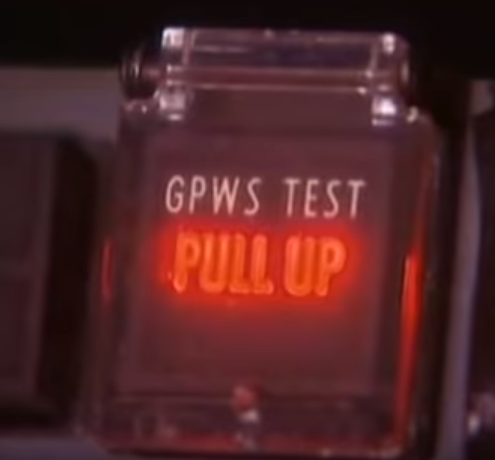
Dioda ostrzegawcza w Boeingu 757 informująca o konieczności natychmiastowego zwiększenia wysokości

GPWS (ang. Ground Proximity Warning System) – system ostrzegający pilotów o odległości ich samolotu w stosunku do powierzchni ziemi. Każdy GPWS montowany na samolotach przewożących pasażerów musi udzielać informacji albo ostrzegać przez podświetlenie napisu i głosem.
Przepisy JAR określają, że statki powietrzne o maksymalnej masie startowej powyżej 5700 kg i maksymalnej liczbie miejsc pasażerskich powyżej 9 powinny być wyposażone w GPWS.

## Tryby działania
W zależności od sytuacji i fazy lotu wyodrębniono 6 trybów działania GPWS:
1. Przekroczenie prędkości schodzenia
- Udziela ostrzeżenia sink rate przy zbyt gwałtownym zmniejszaniu wysokości lotu.
- W fazie podejścia końcowego ostrzeżenie jest włączane przy przekroczeniu prędkości pionowej.

2. Wznoszenie się elewacji terenu
- W odległości 90 sekund lotu od spodziewanego miejsca przecięcia się toru lotu z powierzchnią ziemi system udziela informacji caution, terrain i zapala lampkę TERR.
- W odległości 30 sekund od miejsca prognozowanej kolizji włącza się ostrzeżenie terrain, terrain – pull up, pull up + lampka ostrzegawcza PULL UP.

3. Utrata wysokości po starcie
- System udziela ostrzeżenia don’t sink + lampka TERR jeżeli przed osiągnięciem wysokości względnej 15,2 m samolot przejdzie do schodzenia. (Tryb ten jest aktywny do czasu osiągnięcia wysokości 213 m nad przeszkodami.)

4. Przekroczenie wysokości 152,4 m nad powierzchnią terenu
- Zmniejszenie wysokości względnej do 152,4 m (500 stóp) jest sygnalizowane głosem: five hundred. (Tryb ten włącza się gdy samolot leci blisko terenu i tryby 1 i 2 są nieaktywne.)

5. Podejście poniżej ścieżki schodzenia
- Sygnalizuje zejście poniżej trójstopniowej ścieżki schodzenia.
- Aktywuje się w czasie podejścia według ILS, po wypuszczeniu podwozia.

6. Ostrzeżenie o nadmiernym przechyleniu
- Włącza się przy przekroczeniu kąta przechylenia w zależności od wysokości: 40° przy 46 m nad ziemią do 10° na wysokości 9 m, system udziela informacji bank angle.